# Flossach
Die Flossach ist ein etwa 23 km langer, rechter und südöstlicher Nebenfluss der Mindel fast bis zuletzt im bayerischen Landkreis Unterallgäu.

## Geographie

### Verlauf
Die Flossach entspringt etwa 0,4 km nordöstlich der Einöde Schönbrunn von Markt Türkheim am Neubichel, einer Randhöhe ihres von dem der Wertach bei Türkheim abzweigenden Tal, auf etwa 626 m ü. NHN. Sie fließt zunächst steil hangabwärts nach Süden, dann westwärts an Schönbrunn vorbei und versickert dann nach etwa 3⁄4 km und auf etwa 590 m ü. NHN an der Grenze zum Gemeindegebiet von Rammingen in den eiszeitlichen Schmelzwasserschottern ihres sehr breiten Tales. Erst etwa 0,8 km weiter westlich beginnt in einer Ackerfläche auf etwa 588 m ü. NHN wieder ein offener Lauf, der in einem stark begradigten Graben nordwestwärts läuft.
Dieser zieht am Einzelanwesen Gerum vorbei und nimmt dann den aus Unterrammingen im Süden kommenden, ebenfalls begradigten  Wörthbach auf, der sowohl die Lauflänge der Flossach bis dorthin wie auch ihr bisher angesammeltes Teileinzugsgebiet weit übertrifft. Zunächst in alter Richtung weiterlaufend, teils sie sich etwa 0,9 km weiter und kurz vor der Grenze zur Marktgemeinde Tussenhausen in zwei Äste. Der linke Lettenbach, auch Lehnbach genannt, fließt schnurgerade in alter nordwestlicher Richtung weiter, während die Flossach selbst bis ins Ortszentrum von Tussenhausen nordnordostwärts läuft.
Danach ziehen die beiden Läufe in bis über einem Kilometer weitem Abstand nebeneinander einher, vor allem der Zweig Flossach ist nun auf großer Skala etwas mehr geschlungen. Der Lettenbach fließt durch die Mattsiesmühle, den nördlichsten Siedlungsteil des am linken Talrand liegenden Tussenhausener Pfarrdorfes Mattsies, und danach dem Flugplatz Mindelheim-Mattsies entlang. Die Flossach dagegen zieht am Ortsrand des zu Tussenhausen gehörenden Dorfes Zaisertshofen vorbei und nimmt danach von links den Felbergraben aus der flachen Talebene zum Lettenbach hin auf.
Weniger als zwei Kilometer weiter vereinigen sich der 7,2 km lange Lettenbach und die Flossach kurz vor dem Grenzdreieck der Gemeinden Tussenhausen, Salgen und Eppishausen wieder. Nunmehr reicht die Talebene im Westen über das Salgener Moos und dahinter die Östliche Mindel etwa 6 km weit bis an den Lauf der (Westlichen) Mindel, die Flossach hat ab dort noch etwa 10,7 km bis zu ihrer Mündung.
Genau am Gemeindedreieck zweigt nach links der Weißbach ab, der auch Lettenbach genannt wird und der nach 9,1 km langem Lauf etwa 3,1 km oberhalb der Flossach gegenüber dem Dorf Hasberg von Markt Kirchheim in die Mindel mündet.
Die Flossach verläuft daraufhin dicht am rechten Talrand und passiert zunächst im Eppishausener Gemeindegebiet das am rechten Hang stehende Pfarrdorf Mörgen, danach im Gebiet der Marktgemeinde Kirchheim das Kirchdorf Spöck in gleicher Lage und durchfließt weiter abwärts das Mühlanwesen Diepenhofen. Bald reichen dann die Häuser von Kirchheim selbst ans rechte Ufer.
Nachdem die Flossach dort den Nachtweidgraben aus dem Zwischenraum zum Weißbach aufgenommen hat, gewinnt sie wieder Abstand vom rechten Talrand und fließt mehr und mehr nordnordwestwärts.
Etwa einen Kilometer westlich des Kirchheimer Kirchdorfs Derndorf am rechten Hang zweigt nach rechts die 9,2 km lange Kleine Flossach ab, die das Naturschutzgebiet Mindelrieder Paradies passiert und danach in den tieferen Zufluss Hasel der Mindel einmündet.
Die Flossach mündet nach 22,5 km langem Lauf mit mittlerem Sohlgefälle von etwa 4,6 ‰ etwa 103 Höhenmeter unterhalb ihres Ursprungs auf dem Schönbrunner Neubichel. Lässt man den ersten Abschnitt einschließlich der Versickerungsstrecke zur Seite, so ist sie nur etwa 21,0 km lang, hat ein mittleres Sohlgefälle von etwa 3,1 ;‰ und mündet etwa 65 Höhenmeter unterhalb ihres Grabenneubeginns.

### Einzugsgebiet
Das Einzugsgebiet der Flossach ist 207,9 km² groß. Es gehört naturräumlich zu verschiedenen Unterräumen der Iller-Lech-Schotterplatten und administrativ weit überwiegend zum Landkreis Unterallgäu und nur mit einem kleinen Zwickel an der Mündung zum Landkreis Günzburg.

### Ortschaften im Tal der Flossach – bis das Tal in das Mindeltal übergeht
| - Gerum (Gemeinde Rammingen) - Mattsies und Mattsiesmühle (Gemeinde Tussenhausen) | - Tussenhausen - Zaisertshofen (Gemeinde Tussenhausen) |

### Ortschaften entlang der Flossach – im Bereich des Mindeltals
| - Salgen (liegt an der Östlichen Mindel) - Mörgen (Gemeinde Eppishausen) - Bronnen (Gemeinde Salgen; liegt an der Östlichen Mindel) - Spöck (Markt Kirchheim in Schwaben) - Bronnerlehe (Gemeinde Salgen; liegt an der Östlichen Mindel) | - Diepenhofen (Gemeinde Kirchheim in Schwaben) - Kirchheim in Schwaben - Derndorf (Gemeinde Kirchheim in Schwaben) - Hasberg (Gemeinde Kirchheim in Schwaben; liegt an der Mindel) |

### Nebenflüsse

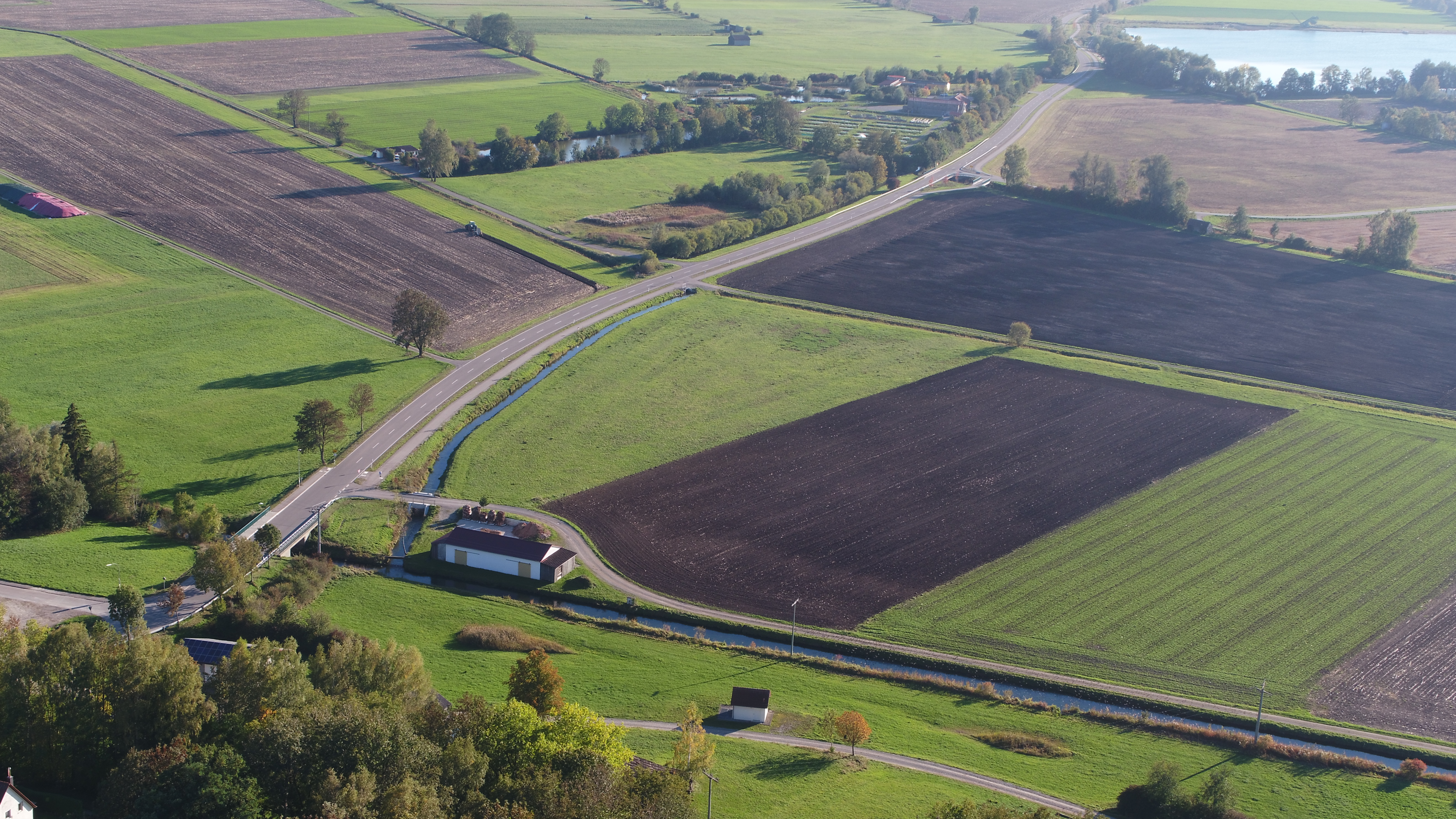
Mündung des Riedbrunngrabens (von hinten nach vorn) in die Flossach (von links nach rechts) bei Mörgen, Gemeinde Eppishausen

- Ungefähr zwei Kilometer von der Quelle flussabwärts (nördlich von Rammingen auf 582 m ü. NN) mündet der 32,5 km lange Wörthbach  von Süden her in die Flossach.
- Nördlich von Mattsies in Mattsiesmühle (Gemeinde Tussenhausen) mündet der ungefähr 5,9 km lange von Süden zur Flossach fließende Tiefenbach auf 574 m ü. NN in den Lettenbach.  Der Höhenunterschied zwischen der Quelle nördlich der B 18 – nahe der Ortschaft Sankt Anna, ein Ortsteil der Stadt Mindelheim – beträgt ca. 61 m.
- Ungefähr 650 m von der Mündung des Tiefenbachs flussabwärts mündet der ebenfalls von Süden zur Flossach fließende 5,0 km lange Hierbach in den Lettenbach auf 571 m ü. NN. Der Höhenunterschied zwischen der Quelle im Mindelheimer Stadtwald und der Mündung beträgt ca. 67 m.

## Breite des Flossachtals
Das geologisch besondere am Flossachtal ist, dass das Tal sehr breit ist. Von einem Fluss der Größe der Flossach kann es nicht geschaffen worden sein. Erklären lässt sich diese Besonderheit dadurch, dass die Wertach nach der letzten Eiszeit zeitweise ganz oder auch nur zum Teil durch die Täler der Flossach und der Mindel zur Donau hin abfloss. Ein Beleg dafür ist, dass man im Mindeltal Steine findet, die im Einzugsgebiet der Wertach, aber nicht im Einzugsgebiet der Mindel vorkommen. Außerdem gibt es zwischen den Tälern der Wertach und der Flossach keinen Höhenrücken, wie zwischen anderen Flusstälern. Unter Geologen ist das Gebiet, in dem das Flossachtal vom Wertachtal abzweigt, deshalb auch als Wertachgabel bekannt.

## Sonstiges
- im Tal der Flossach liegt der Flugplatz Mindelheim-Mattsies
- ab der Mündung der Flossach in die Mindel ist die letztgenannte ein Gewässer erster Ordnung[5]
- in der Ortschaft Sankt Anna im Tal des Tiefenbachs gibt es eine Wallfahrtskapelle
- südlich von Mattsies befindet sich oberhalb des Tals des Tiefenbachs das Schloss Mattsies
- das Tal der Flossach bildet die südwestliche Grenze der Stauden und des Naturparks Augsburg-Westliche Wälder

## Weißbach
Der 14,5 km lange Weißbach fließt parallel zur Flossach im selben Tal. Ab dem Salgener Moos fließt das Gewässer parallel zur Flossach und zur Östlichen Mindel bzw. zwischen diesen beiden Flüssen. Der Weißbach entspringt nordwestlich von Mattsies (Gemeinde Tussenhausen) und mündet am östlichen Ortsrand von Hasberg (Gemeinde Kirchheim in Schwaben) in die Mindel auf ca. 530 m ü. NN. Der Höhenunterschied zwischen der Quelle und der Mündung dieses Gewässers beträgt 54 m. Durch einige Gräben ist der Weißbach mit der Flossach und dem Lettenbach verbunden.